# Рогачинська сільська рада
Рогачи́нська сільська́ ра́да — До 5 квітня 2019 року адміністративно-територіальна одиниця та орган місцевого самоврядування в Бережанському районі Тернопільської області. Адміністративний центр — село Рогачин.

## Загальні відомості
- Територія ради: 30,806 км²
- Населення ради: 1 419 осіб (станом на 2001 рік)
- Територією ради протікає річка Нараївка

## Населені пункти
Сільській раді підпорядковані населені пункти:
- с. Рогачин
- с. Волиця

### Ліквідовані населені пункти
- х. Корчунок — входив до Волицької сільради[1].
- х. Гута Скляна — входив до Рогачинської першої сільради[2].

## Історія
1. Село Волиця спочатку утворювало окрему сільську раду, згодом дві адміністративно-територіальні одиниці було об'єднано.
2. Село Рогачин — спочатку було утворено дві окремі сільські ради: Рогачинська Перша сільська рада і Рогачинська Друга сільська рада.

## Склад ради
Рада складається з 16 депутатів та голови.
- Голова ради: Нич Орест Євгенович
- Секретар ради: Нич Мар'яна Володимирівна

### Керівний склад попередніх скликань
| Прізвище, ім'я, по батькові | Основні відомості                                                                                  | Дата обрання | Дата звільнення |
| --------------------------- | -------------------------------------------------------------------------------------------------- | ------------ | --------------- |
| Петрух Ярослав Тарасович    | Сільський голова, 1968 року народження, член Народного Руху України                                | 26.03.2006   | 31.10.2010      |
| Нич Орест Євгенович         | Сільський голова, 1977 року народження, освіта вища, член Всеукраїнського об'єднання «Батьківщина» | 31.10.2010   |                 |

Примітка: таблиця складена за даними сайту Верховної Ради України

### Депутати
За результатами місцевих виборів 2010 року:
- Кількість мандатів: 16
- Кількість мандатів, отриманих за результатами виборів: 15
- Кількість мандатів, що залишаються вакантними: 1

#### За суб'єктами висування
| Суб'єкт висування         | Кількість обраних депутатів | %    |
| ------------------------- | --------------------------- | ---- |
| Самовисування             | 14                          | 93,3 |
| Українська Народна Партія | 1                           | 6,7  |

#### За округами
| № округу                  | Прізвище, ім'я, по батькові   | Дата визнання обраним | Освіта             | Партійна приналежність                        | Відомості про обраного депутата                      |
| ------------------------- | ----------------------------- | --------------------- | ------------------ | --------------------------------------------- | ---------------------------------------------------- |
| Українська Народна Партія |                               |                       |                    |                                               |                                                      |
| 1                         | Шаламай Назарій Андрійович    | 02.11.2010            | вища               | член Української Народної Партії              | тимчасово не працює                                  |
| Самовисування             |                               |                       |                    |                                               |                                                      |
| 2                         | Видойник Микола Миколайович   | 02.11.2010            | середня спеціальна | позапартійний                                 | тимчасово не працює                                  |
| 3                         | Іванишин Микола Володимирович | 02.11.2010            | середня спеціальна | позапартійний                                 | тимчасово не працює                                  |
| 5                         | Легета Марія Володимирівна    | 02.11.2010            | середня спеціальна | позапартійна                                  | Рогачинська сільська рада, секретар                  |
| 6                         | Закришка Ольга Євстахівна     | 02.11.2010            | вища               | позапартійна                                  | фельдшерсько-акушерський пункт с. Рогачин, завідувач |
| 7                         | Нараївський Ігор Миколайович  | 02.11.2010            | середня спеціальна | позапартійний                                 | тимчасово не працює                                  |
| 8                         | Ковтун Віктор Володимирович   | 02.11.2010            | середня спеціальна | позапартійний                                 | фізична особа-підприємець                            |
| 9                         | Рехлевич Андрій Михайлович    | 02.11.2010            | вища               | позапартійний                                 | Поточанська загальноосвітня школа, вчитель           |
| 10                        | Андрушків Руслана Богданівна  | 02.11.2010            | вища               | позапартійна                                  | Рогачинська загальноосвітня школа, вчитель           |
| 11                        | Мручок Ірина Михайлівна       | 02.11.2010            | вища               | позапартійна                                  | тимчасово не працює                                  |
| 12                        | Легета Любов Степанівна       | 02.11.2010            | середня спеціальна | позапартійна                                  | дитячий садочок с. Рогачин, завідувач                |
| 13                        | Перунов Роман Олександрович   | 02.11.2010            | вища               | член Всеукраїнського об'єднання «Батьківщина» | Рогачинська загальноосвітня школа, вчитель           |
| 14                        | Кохман Андрій Васильович      | 02.11.2010            | вища               | позапартійний                                 | тимчасово не працює                                  |
| 15                        | Тригуб Роман Васильович       | 02.11.2010            | вища               | позапартійний                                 | фізична особа-підприємець                            |
| 16                        | Нараївська Ольга Михайлівна   | 02.11.2010            | середня спеціальна | позапартійна                                  | тимчасово не працює                                  |